# Bubsy in Claws Encounters of the Furred Kind
Bubsy in Claws Encounters of the Furred Kind, känt som Bubsy och Yamaneko Bubsy no Daibōken (やまねこバブジーの大冒険?) i Japan, är ett plattformsspel utgivet av Accolade 1993. Namntiteln är en ordlek med Close Encounters of the Third Kind, och spelets huvudperson, Bubsy, skall samla garn som utomjordingar stulit.

### Fotnoter
1. ↑  ”Bubsy in: Claws Encounters of the Furred Kind”. GameSpot. CBS Interactive. http://www.gamespot.com/bubsy-in-claws-encounters-of-the-furred-kind/. Läst 28 april 2013.
2. ↑  ”Super Bubsy Release Information for PC”. GameFAQs. Arkiverad från originalet den 22 mars 2014. https://web.archive.org/web/20140322225920/http://www.gamefaqs.com/pc/937542-super-bubsy/data. Läst 22 mars 2014.
3. ↑  ”Super Bubsy (1995) Windows release dates”. Mobygames. http://www.mobygames.com/game/windows/super-bubsy/release-info. Läst 22 mars 2014.
4. ↑  ”Super Bubsy PC på IGN”. ign.com. http://www.ign.com/games/bubsy-in-claws-encounters-of-the-furred-kind/pc-10030. Läst 22 juni 2012.